# Robur-Werke

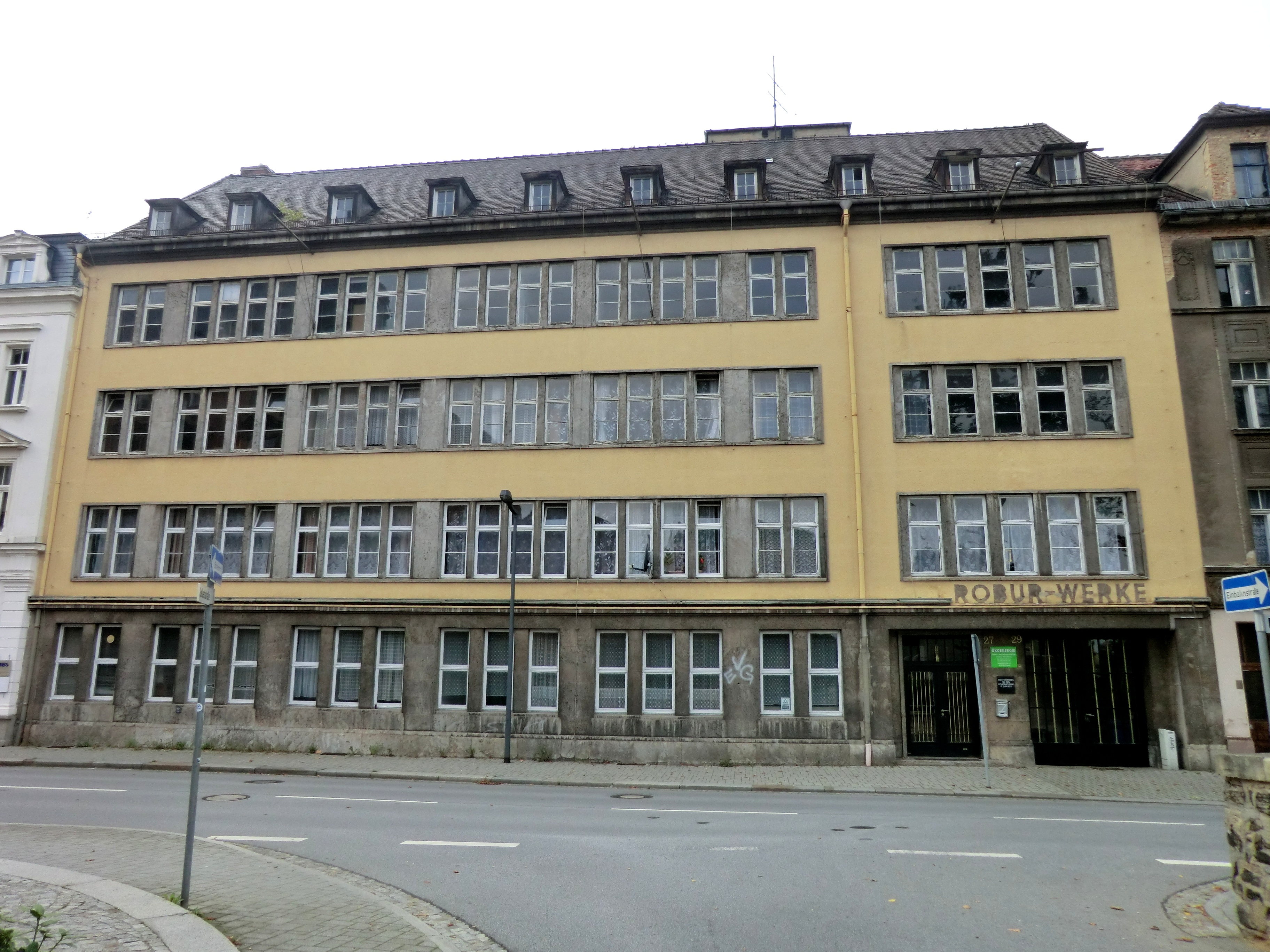
Była siedziba VEB Robur-Werke. Obecnie własność prywatna

VEB Robur-Werke Zittau – nieistniejący wschodnioniemiecki producent samochodów ciężarowych, który swoją siedzibę miał w Żytawie na terenie Łużyc Górnych.

## Historia
W 1888 roku w łużyckiej Żytawie Karl Gustav Hiller założył wytwórnię mającą produkować maszyny tekstylne. W 1890 roku kupił prawa licencyjne od angielskiego przedsiębiorstwa Rover na montaż rowerów. W 1903 roku rozpoczął się montaż motocykli Phänomen z silnikami firmy Fafnir. W 1908 roku uruchomiona została seryjna produkcja trójkołowych samochodów Phänomobil, które produkowane były do 1927 roku. W 1916 roku przedsiębiorstwo zostało przekształcone w spółkę akcyjną o nazwie Phänomen Werke Gustav Hiller AG. W 1927 roku powstała lekka ciężarówka 4RL o ładowności 0,75 t. W 1931 roku pojawił się Phänomen Granit 25 o ładowności 1,5 t, a w 1936 roku na rynek wszedł Granit 30 o ładowności 2,5 t. W końcowej fazie II wojny światowej alianci zniszczyli fabrykę w Żytawie.
Po wojnie Phänomen Werke zostały znacjonalizowane. Po okresie odbudowy produkcja ruszyła 1 maja 1946 roku. Początkowo wytwarzane były drobne przedmioty gospodarstwa domowego oraz odbywał się remont pojazdów Armii Czerwonej stacjonującej w tej strefie okupacyjnej. Po powstaniu Niemieckiej Republiki Demokratycznej w 1949 roku w zakładzie postanowiono odrodzić produkcję samochodów. W styczniu 1950 roku pierwsze Granity 27 opuściły hale produkcyjne fabryki. Ich ładowność została z 1,5 t podwyższona do 2 ton. W 1952 roku opracowany został model Granit 32 z silnikiem Diesla chłodzonym powietrzem, jednak do seryjnej produkcji nie wszedł. Z początkiem 1957 roku przedsiębiorstwo otrzymało nazwę VEB Robur-Werke Zittau (słowo Robur pochodzi z języka łacińskiego i oznacza dosłownie „pień dębu”, a przenośnie „moc, siłę, wytrzymałość”). Granit został kompletnie przekonstruowany. Otrzymał nową kabinę i nowe podwozie. Zmieniono też nazwę na Garant. Jako skrzyniowy, sanitarka, mikrobus i wiele innych nadwozi produkowany był do 1961 roku. W 1961 roku na wiosennych Targach Lipskich zaprezentowany został nowy model – Robur LO 2500. W 1991 roku Autosan rozpoczął współpracę Robur-Werke. Strona niemiecka dostarczała trzy podwozia Robura wraz z układem napędowym (4-cylindrowy silnik Deutz). Sanocka fabryka na bazie tego podwozia produkowała autobus międzymiastowy, towos z (7+1 miejscami siedzącymi) i furgon (2+1 miejsca). Niestety pogarszająca się kondycja finansowa niemieckiego producenta spowodowała zaniechanie dalszej współpracy. W 1990 roku NRD weszła w skład Republiki Federalnej Niemiec. Na nowym rynku niemieckim Robur był już przestarzałą konstrukcją. W 1991 roku produkcja została definitywnie wstrzymana.
W 1995 roku powstało Robur-Fahrzeug-Engineering GmbH z planem wskrzeszenia ciężarówki. W 1999 roku powstało drugie przedsiębiorstwo o nazwie FBZ GmbH. Oba przedsiębiorstwa zajmują się modernizowaniem istniejących już Roburów poprzez montaż silników Deutz, nowych hamulców, wspomagania kierownicy i innych.

## Modele

### Phänomobil / Phänomen (samochody osobowe)
- Phänomobil 4/6 PS (1907–1912)
- Phänomobil 6/12 PS (1912–1920)
- Phänomen 8/18 PS (1910–1914)
- Phänomen 10/28 PS (1912–1919)
- Phänomen M.T.C. 10/30 PS (1920–1924)
- Phänomen M.T.C. 16/45 PS (1920–1924)
- Phänomobil Typ V (6/12 PS) (1920–1927)
- Phänomen Typ 412(inne języki) (12/50 PS) (1924–1927)

### Phänomen (samochody ciężarowe)
- Phänomen 4RL(inne języki) (1927–1931)
- Phänomen Granit 25
- Phänomen Granit 30
- Phänomen Granit 1500
- Phänomen Granit 27(inne języki) (1949–1953)
- Phänomen Granit 30K (od 1956 roku jako Robur Garant 30K) (1953–1961)
- Phänomen Granit 32 (od 1956 roku jako Robur Garant 32) (1953–1961)

### Robur
- Robur LO/LD (1961–1991)

## Galeria

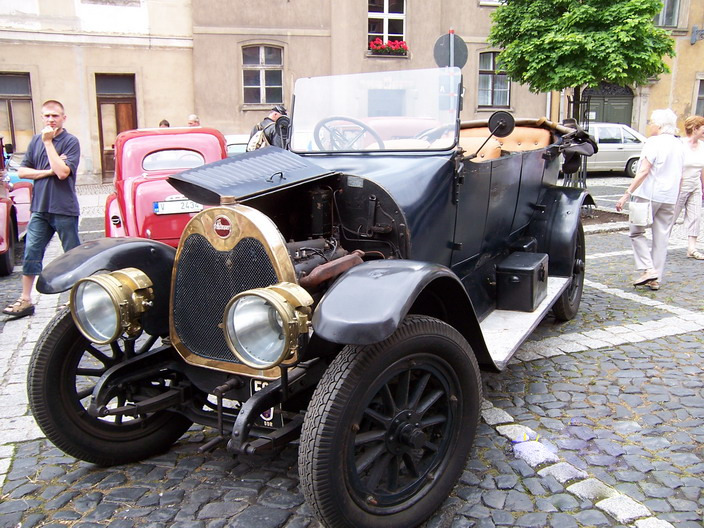
Phänomen typ 28
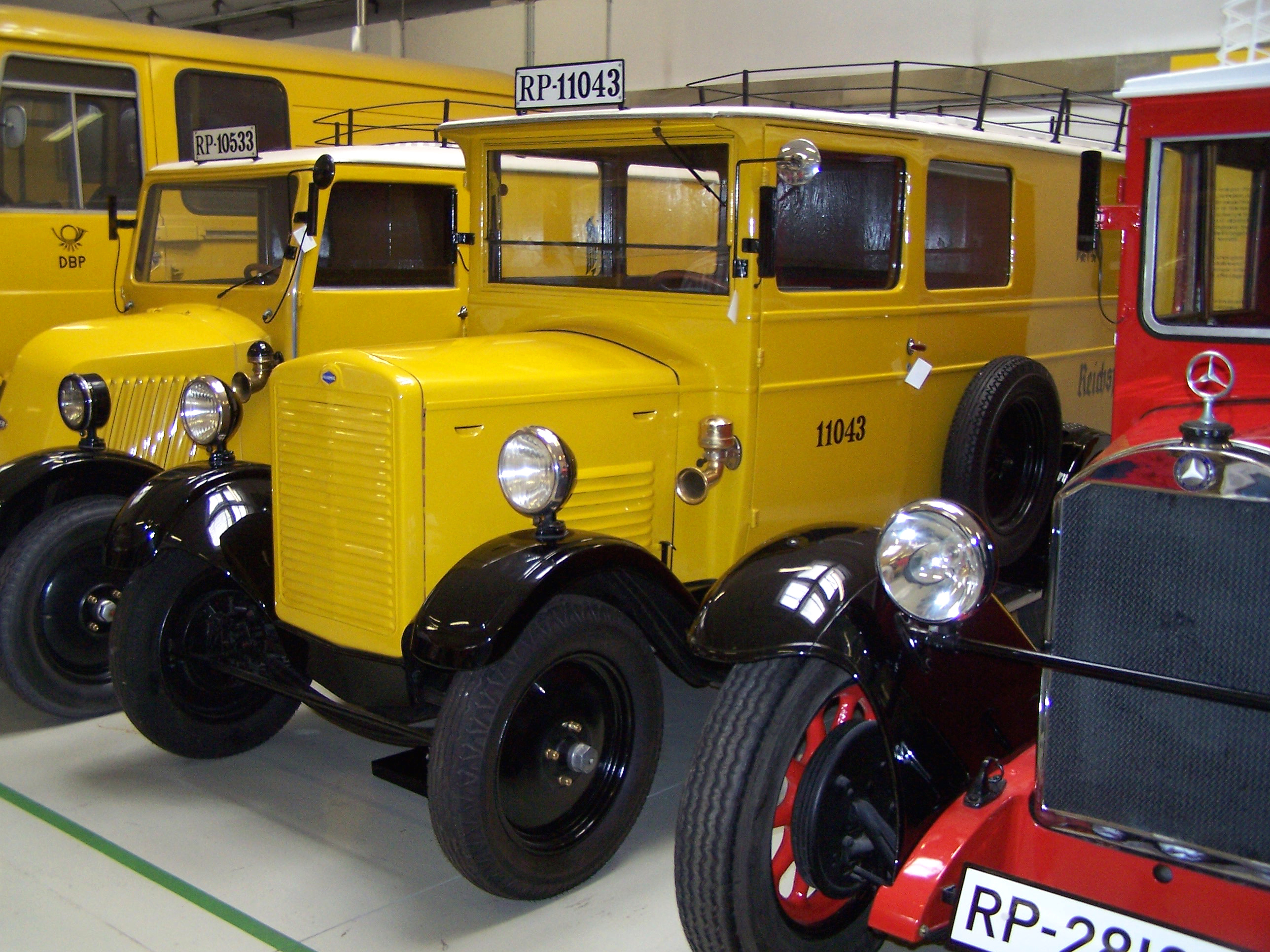
4 RL/K, rok prod. 1930
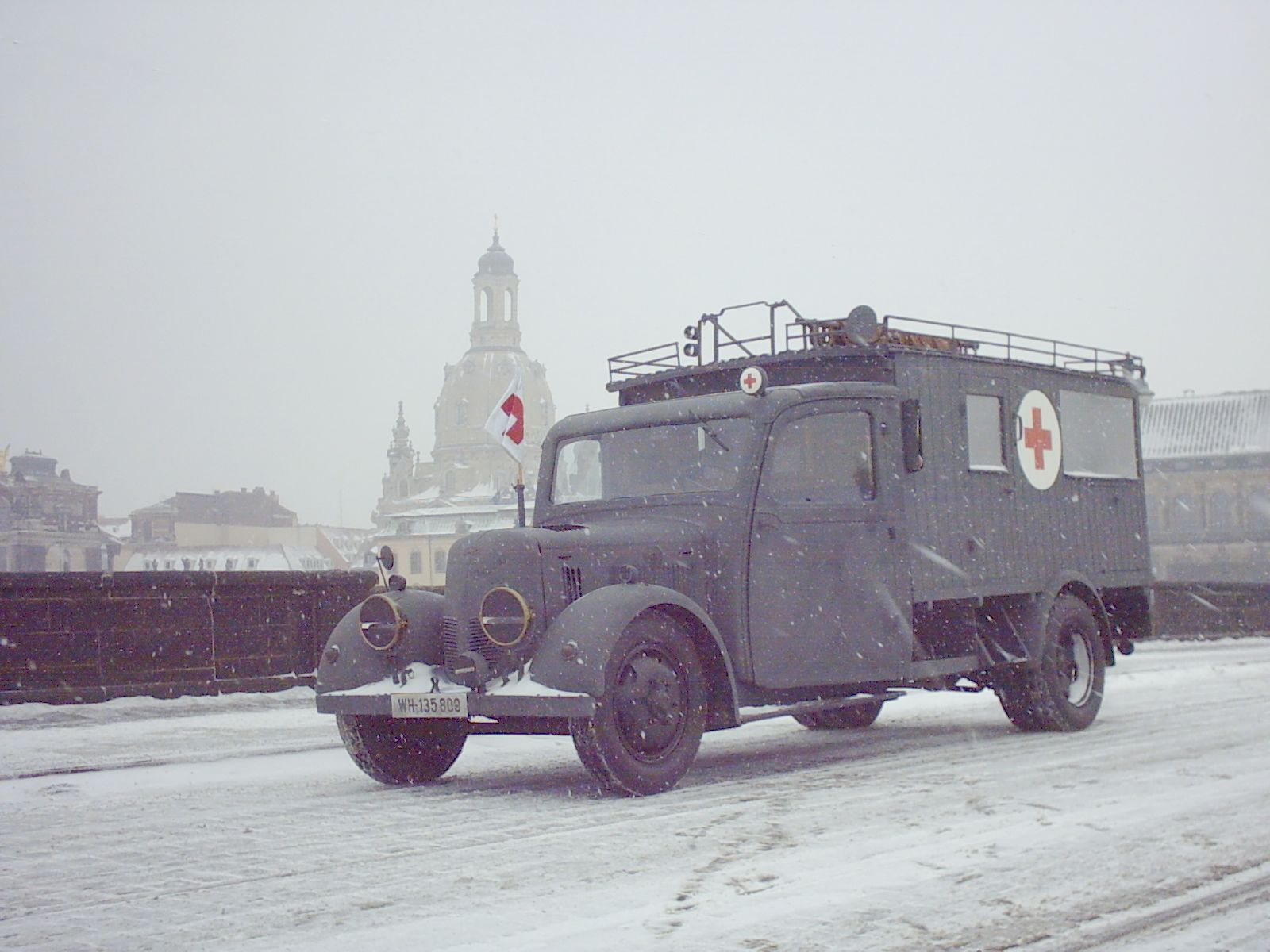
Granit 30
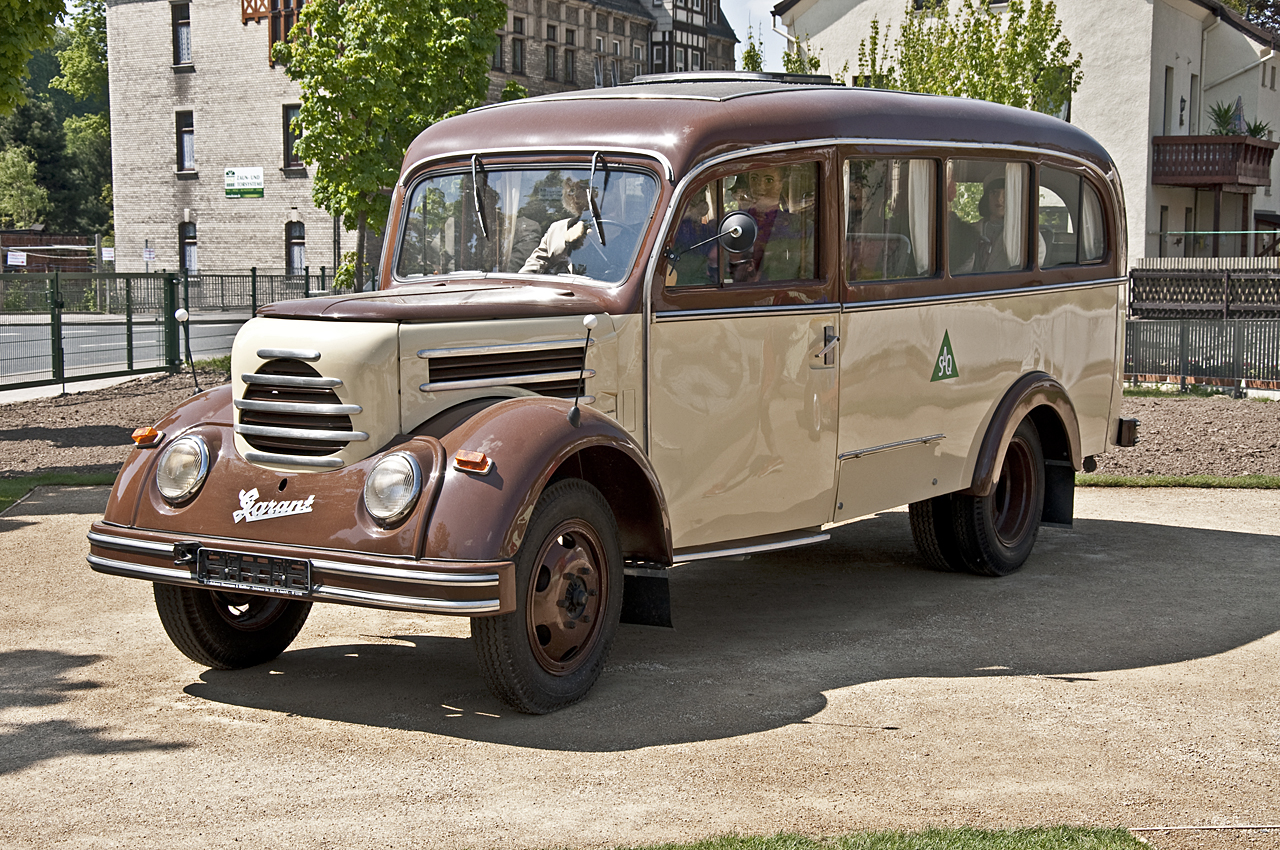
Garant 30 K
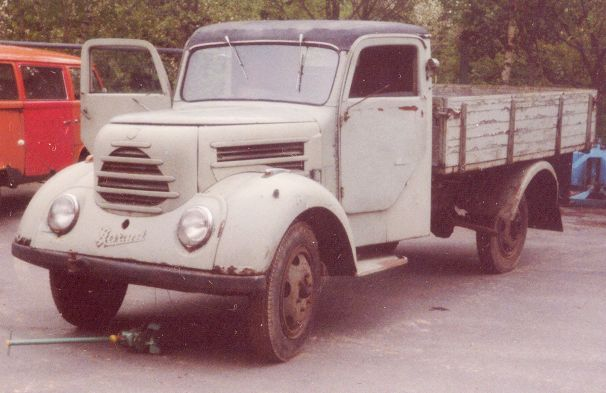
Garant 32
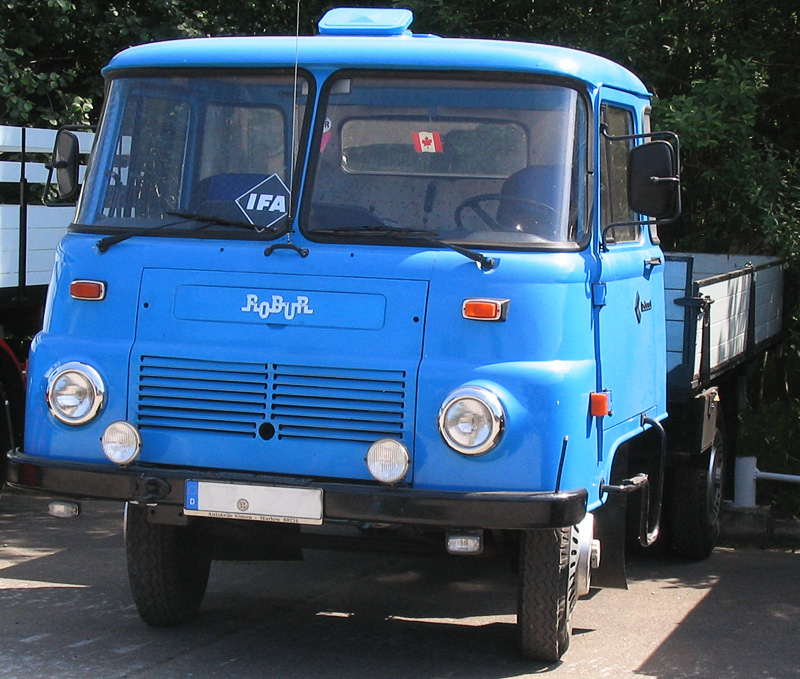
Robur LO 2002